# Nagbukel
Nagbukel (Bayan ng Nagbukel) är en kommun i Filippinerna. Kommunen ligger på ön Luzon, och tillhör provinsen Södra Ilocos. Folkmängden uppgår till 4 671 invånare.
Nagbukel är indelat i 12 barangayer.